# Rhonda Fleming

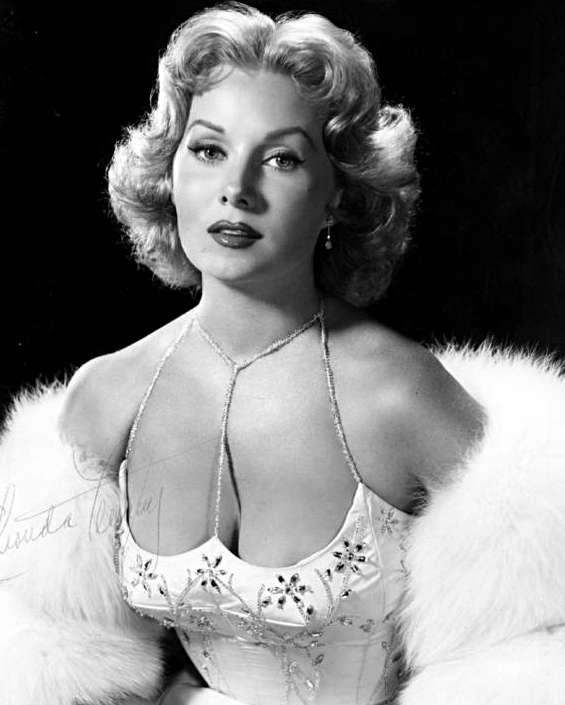
Rhonda Fleming.

Rhonda Fleming, född som Marilyn Louis den 10 augusti 1923 i Hollywood, Los Angeles, Kalifornien, död 14 oktober 2020 i Santa Monica, Los Angeles, var en amerikansk skådespelare.
Flemings föräldrar var i nöjesbranschen. När hon avslutat sin skolgång fick hon omgående småroller i diverse filmer. Med sitt röda hår och tjusiga figur hade hon sin storhetstid under mitten av 1950-talet. Sedan hon lämnat filmen, ägnade sig Fleming åt välgörenhetsarbete. Hon intresserade sig särskilt för vård av cancersjuka kvinnor. 1991 grundade hon, tillsammans med sin dåvarande make, Rhonda Fleming Mann Clinic For Women's Comprehensive Care vid University of California.
Rhonda Fleming tilldelades en stjärna för filminsatser på Hollywood Walk of Fame vid adressen 6660 Hollywood Blvd.

## Filmografi i urval
- 1945 – Trollbunden
- 1945 – Spiraltrappan
- 1946 – Den laglösa staden
- 1947 – Skuggor ur det förflutna
- 1949 – På kryss med äventyret
- 1949 – En yankee vid Kung Arthurs hov
- 1951 – Hämnaren slår till
- 1952 – Guldhöken
- 1953 – Ormen från Nilen
- 1953 – Ponnyexpressen
- 1953 – Inferno
- 1955 – Cortigiana di Babilonia
- 1955 – Den vilda staden
- 1956 – Det femte offret
- 1956 – Gangstervälde
- 1956 – En mördare går lös
- 1957 – Sheriffen i Dodge City
- 1957 – Landet bortom lagen
- 1959 – Big Circus
- 1959 – Alias Jesse James
- 1961 – Slavarnas revolt
- 1964 – Sprattelgubben